# Camponotus pylartes
Camponotus pylartes é uma espécie de inseto do gênero Camponotus, pertencente à família Formicidae.